# Homosexualité dans l'Antiquité

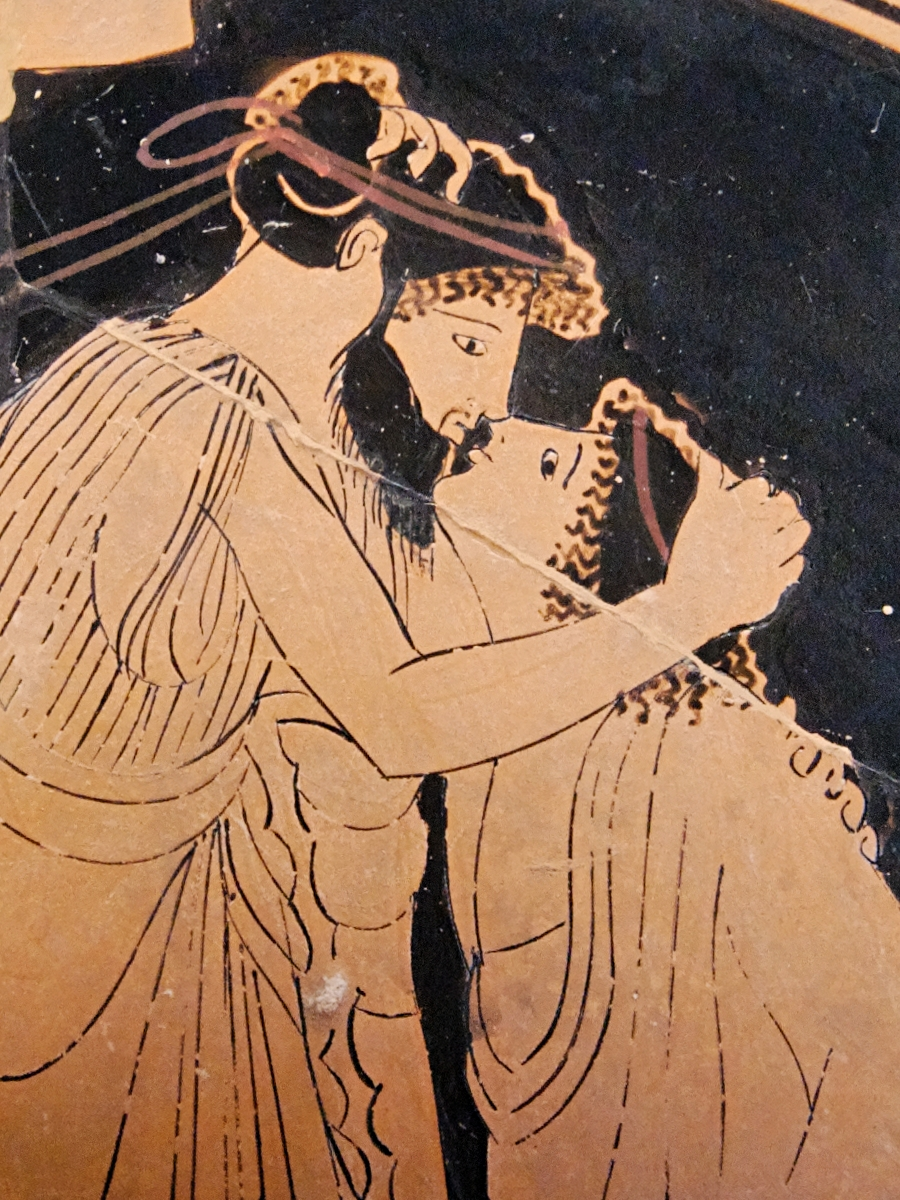
Éraste et Éromène échangeant un baiser, médaillon d'une coupe du Peintre de Briséis, musée du Louvre.

Le terme « homosexualité » datant de la deuxième moitié du XIXe siècle, on s'est demandé dans quelle mesure l'opposition homosexualité/hétérosexualité peut validement être utilisée pour étudier les époques antérieures, en particulier pré-modernes comme l'Antiquité. Le courant essentialiste considère que ces deux catégories existent de manière implicite dans toutes les sociétés, alors que pour le courant constructionniste, il s'agit d'une construction culturelle occidentale qui ne peut s'appliquer qu'après le XIXe siècle.
L'approche défendue sur la base des travaux de Kenneth Dover (1920-2010) et de Michel Foucault (1926-1984) affirme que le concept d'homosexualité n'a pas de consistance concernant l'Antiquité : les relations sexuelles ne sont pas définies selon des critères biologiques (identité ou différence sexuelle des partenaires) mais selon des critères sociaux, à savoir l'adéquation entre l'usage d'autrui pour le plaisir charnel et sa place dans la structure sociale. Cette théorie, comme son corollaire, reste contestée par d'autres chercheurs.

## Pratiques homosexuelles dans les civilisations antiques

### Égypte antique

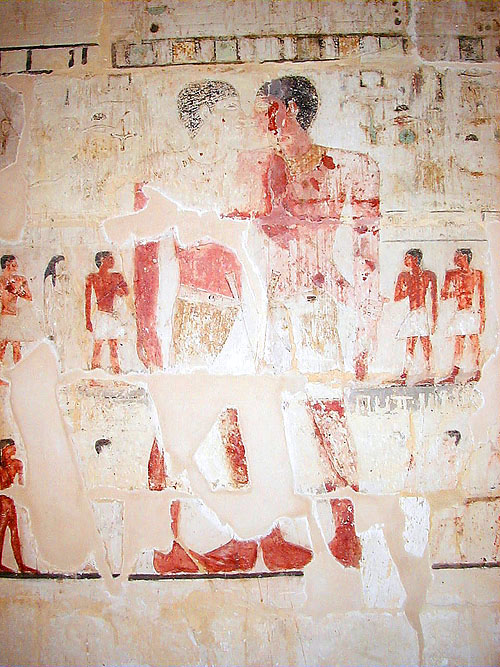
Fresque représentant Khnoumhotep et Niânkhkhnoum.

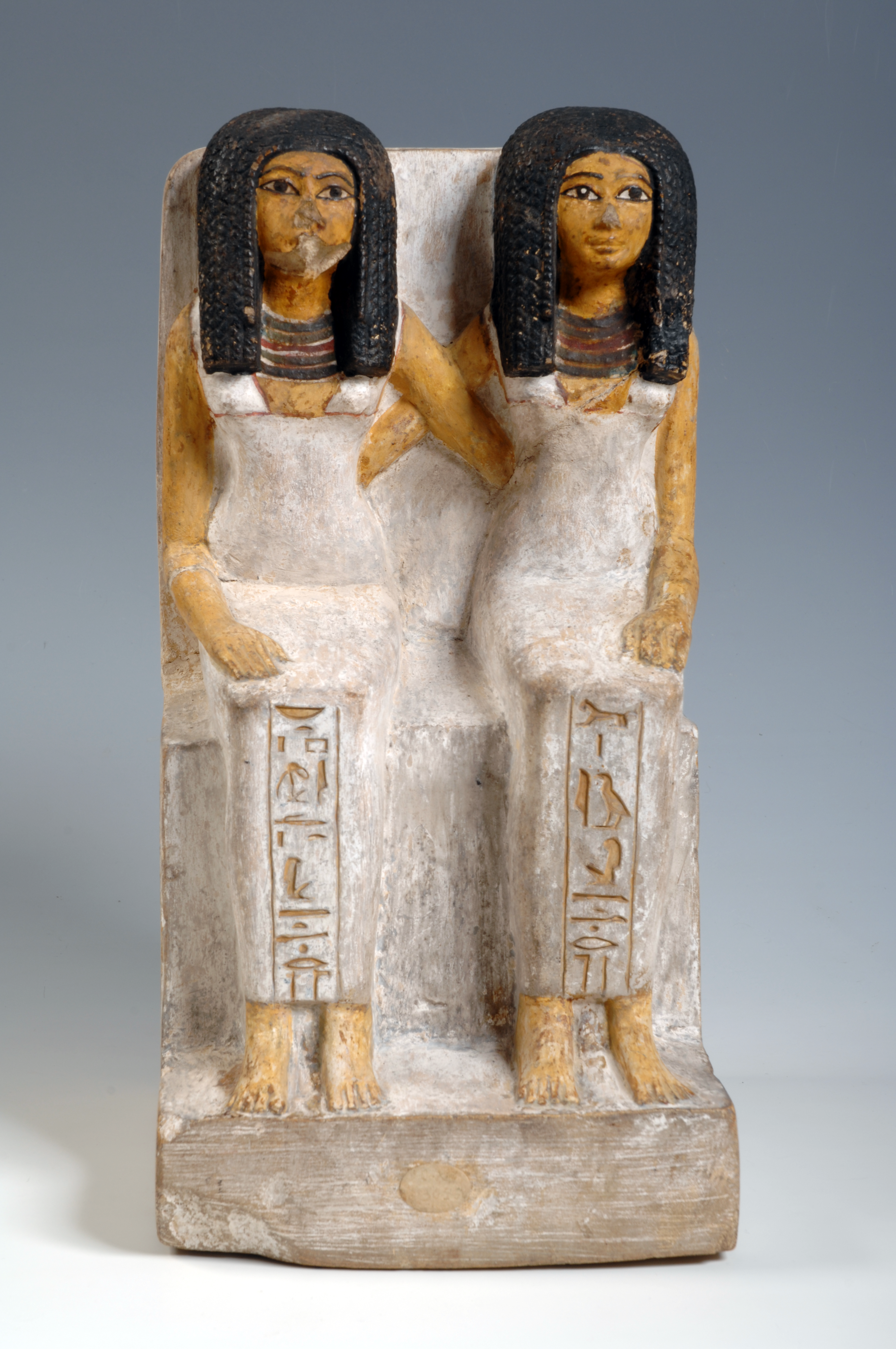
Statue égyptienne de Idet et Ruiu.

Différents manuscrits ont été découverts sur des philtres d'amour destinés à capter et à faciliter l'amour entre femmes. D'autres sont des chants d'amour destinés à des partenaires de même sexe. Différents textes indiqueraient aussi que certains pharaons (comme Pépi II et son général « bien-aimé » qu'il allait rejoindre la nuit) entretenaient des relations particulières avec leurs chefs des armées. Dans la mythologie égyptienne, le dieu Seth avait séduit son neveu Horus et l'avait attiré dans son lit pour le ridiculiser d'avoir tenu le rôle passif devant les autres dieux (les dieux comme les aristocrates se devaient d'avoir un rôle actif). Il est aussi fait référence à l'union homosexuelle de dieux et de déesses.
Le manque de sources et la longue période histoire de l'Égypte pharaonique rend difficile d'être catégorique. Pour certains chercheurs, il semble cependant difficile de croire que les sociétés civile et religieuse se soient accommodées de l'homosexualité masculine, car - comme le rapporte Françoise Biotti-Mache - « la pénétration anale est considérée comme un acte de servilité qui dévalue celui qui s’y soumet ». L'homosexualité, d'une portée générale, semble acceptée du fait qu'il ne semble pas y avoir aucun texte de loi qui l'interdise[réf. souhaitée] ; par contre le viol homosexuel est condamné[réf. souhaitée] et un manuscrit à ce sujet a été trouvé[Lequel ?].
En 1964, les archéologues découvrent sur le site funéraire de Saqqara une tombe de deux hommes serviteurs royaux, Khnoumhotep et Niânkhkhnoum, présentés parfois comme des amants ou des frères (reste à faire l'étude génétique), ayant cohabité dans leur vie antérieure avec leurs familles respectives. Dans la tombe se trouve une fresque les représentant dans une scène intimiste et tendre durant leur vie. Khnoumhotep et Niânkhkhnoum, sont souvent proposés comme modèle controversé de couple dans l'iconographie homosexuelle. Néanmoins la tombe porte l'épitaphe suivante : « Khnoumhotep et Niânkhkhnoum ont vécu ensemble et se sont aimés avec passion ». Parallèlement à cela, le Livre des morts contient des formules sans équivoques. Lorsqu'un homme ou une femme se présente pour la pesée de son cœur, le défunt ou la défunte « doit jurer n’avoir pas commis l’acte avec une personne de même sexe ».

### Les civilisations du Proche-Orient

#### Sumer, Assyrie, Babylone, Mésopotamie, etc
La liberté sexuelle semble quasiment sans limite dans le Proche-orient antique. Seule la violence ne semble pas acceptée dans la société. Françoise Biotti-Mache rapporte que « les Phéniciens, pratiquant scrupuleusement la prostitution sacrée, au féminin comme au masculin, sont aussi à l’origine, entre autres, du culte de Baal-Adonis que reprirent Grecs et Romains ». Les textes assyriens relateraient une forme de prostitution sacrée masculine pratiquée dans le cadre du culte de la déesse Ishtar représentée parfois en hermaphrodite[réf. nécessaire].

#### Israël antique
Les peuples ayant précédé Israël semblent avoir pratiqué la prostitution féminine et masculine rituelle au service de Baal ou Ba'al (hébreu : בָּעַל, Báʿal, qui signifie seigneur) et d'Astarté ou Ashtarot (עשתרת) en hébreu, et la Bible condamne les pratiques idolâtres. Babylone est qualifiée de « prostituée ». Sous le règne de Roboam, fils de Salomon, les textes rapportent que la prostitution masculine était officielle dans le pays.
La condamnation du Lévitique ne semble concerner que les relations entre hommes et aucune mention n'est faite aux femmes. En dehors de cette source unique, la Bible (Ancien Testament) n’aborde jamais la question des rapports homosexuels. Selon John Boswell, l'hostilité et les préjugés du judaïsme face aux pratiques liées à l'homosexualité pourraient s'expliquer par leur lien avec des rituels liés au paganisme et la prostitution sacrée. Pour d'autres, le lien entre zoroastrisme (religion perse) et la rédaction de l'Ancien testament, tous les deux situés vers les VIIe siècle av. J.-C. et VIe siècle av. J.-C., pourrait expliquer les condamnations des pratiques homosexuelles par le peuple juif, le premier influençant le second. Une autre hypothèse voudrait l'Ancien testament condamne ces pratiques car au moment de sa rédaction, le peuple juifs vit des moments difficiles, dont la déportation à Babylone. Chaque vie juive compterait afin d'assurer la pérennité du peuple, l'homosexualité devenant source d'inquiétude. Cette hypothèse peut expliquer pourquoi l'homosexualité féminine n'est pas condamnée (« dans ces actes entre femmes, il n’y avait pas de perte de semence »).
Néanmoins les textes bibliques évoquent aussi la tendre amitié qui unit le deuxième roi d'Israël David à Jonathan (en hébreu : יְהוֹנָתָן / יוֹנָתָן « celui que Dieu a donné ») fils de Saul : « Or il advint que l'âme de Jonathan se lia à l'âme de David et que Jonathan l'aima comme lui-même ». Après la mort de ce dernier au combat, David se plaint : « Je suis en détresse à cause de toi, mon frère Jonathan, tu m'étais très cher, ton amour était pour moi plus merveilleux que l'amour des femmes ».
Des pratiques homosexuelles semblent bien avoir existé comme le rapporte l'historien Juif Flavius Josèphe en parlant des religieux Zélotes (en grec : ζηλωτής zelotes ; קנאים ou Qiniim en hébreu) révolutionnaires lors de la résistance désespérée de Jérusalem assiégée par les Romains : 

« Parmi les Zélotes, le contingent des Galiléens se distinguait par son imagination dans le mal et son audace… Leur désir de pillage était insatiable et ils n'arrêtaient pas de perquisitionner dans les riches demeures ; l'assassinat des hommes et le viol des femmes était leur amusement ; ils dévoraient leurs dépouilles arrosées de sang et, ne sachant qu'inventer, prenaient sans vergogne les mœurs des femmes, arrangeaient leurs cheveux avec soin, portaient des vêtements féminins, s'inondaient de parfums et se faisaient les yeux pour rehausser leur beauté. Non contents d'imiter la coquetterie des femmes, ils prenaient leurs passions et ils imaginaient des amours contre nature. Ils se vautraient dans la ville comme dans un bordel et souillaient la cité tout entière de leurs actions impures. Mais, avec une apparence de femme, ils avaient un bras d'assassin et, s'approchant avec une démarche lascive, ils se transformaient brusquement en guerriers, tiraient leur glaive de dessous leur robe fine et colorée, et transperçaient qui ils rencontraient. »

#### Empire perse
Dans l'Empire perse, les pratiques homosexuelles sont largement attestées, surtout entre un homme adulte et un eunuque. Quinte-Curce indique ainsi qu'ils sont « habitués, eux aussi, à servir de femmes. » On connaît en particulier les amours des Grands Rois et de leurs eunuques favoris : ainsi de Darius III et du jeune Bagoas, qui sera également l'amant d'Alexandre le Grand, ou d'Artaxerxès II et du jeune Tiridatès. Alexandre le Grand est également lié à Héphaestion, général macédonien, décrit comme son amant.
Les Grecs considéraient également que leurs ennemis perses, ou d'autres peuplades de l'Est, auxquelles ils s'opposaient militairement, partageaient un mode de vie bisexuel.

### Grèce antique

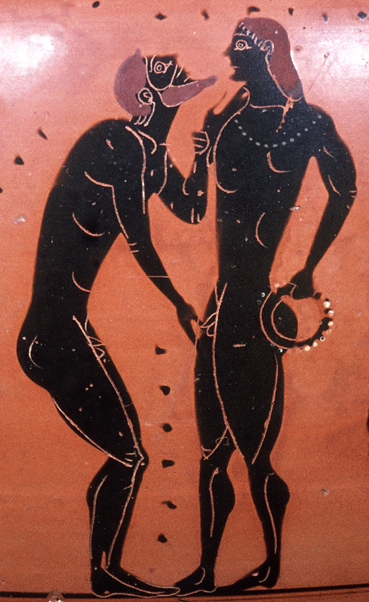
Amphore grecque, scène amoureuse, Musée de Munich.

#### Homosexualité masculine
La distinction entre homosexualité et hétérosexualité n'est pas théorisée dans la Grèce antique.
- Plutarque dit : « [...] celui qui aime la beauté humaine sera favorablement et équitablement disposé envers les deux sexes, au lieu de supposer que les hommes et les femmes diffèrent sous le rapport de l'amour comme sous celui du vêtement ».
- Les hommes prennent exemple sur les dieux : « Zeus approcha le divin Ganymède sous la forme d'un aigle, sous celle d'un cygne la blonde mère d'Hélène. Il n'y a pas de comparaison entre deux choses ; certains aiment l'une, certains aiment l'autre ; j'aime les deux »[27].

La vision de l'homosexualité différait d'une cité à l'autre. À Athènes durant l'époque classique, les relations homosexuelles étaient encadrées : l'homme le plus âgé devait jouer le rôle de l'actif et le plus jeune celui du passif. En revanche, les sources attestent d'une acceptation générale des relations homosexuelles à Sparte, à Corinthe ou en Crète, y compris entre hommes du même âge. La pédérastie était souvent pratiquée en parallèle. Selon l'historien allemand Wolfgang Schuler, les relations homosexuelles étaient "constitutives des sociétés spartiate et crétoise". Des vases représentant un homme mûr pénétré par un plus jeune ont été retrouvés. Cette vision de l'homosexualité masculine différait donc de celle de l'Athènes de l'époque classique.
Selon le psychanalyste Georges Devreux, la société grecque antique, profondément homophobe, ne tolérait pas que l'on s'écarte du cycle éromène (eromenos), éraste (erastes), époux et père de famille : les hommes efféminés ou les « coureurs de garçons » étaient méprisés. Au contraire, selon l'historien Bernard Sergent, l'homosexualité constitue un comportement social auquel se livrent « les meilleurs et les plus puissants » dans une civilisation où « l'attirance pour un sexe n'est nullement exclusive de l'attirance pour l'autre chez les mêmes personnes ». Selon l'essayiste Frédéric Martel, l'homosexualité entre deux adultes était très rare, et non acceptée socialement ; l'amour des hommes ne détournait, ni ne devait détourner, de l'amour des femmes.
Les règles régissant les relations homosexuelles étaient alors strictes : s'il était tout normal pour un homme de déclarer publiquement son amour à un beau jeune homme, il était en revanche jugé inapproprié pour un homme plus âgé de trouver attirant un autre homme mûr. L'homme mûr devait tenir le rôle actif durant la relation sexuelle ; en prenant de l'âge, le jeune homme se devait de ne plus tenir le rôle passif dans une relation homosexuelle.
Les mythes qui évoquent l'homosexualité indiquent toujours une initiation. Ce n'est qu'à la fin de la période classique et à la période hellénistique, alors que se multiplient les récits mentionnant la pédérastie, qu'apparaissent des mythes qui en font un usage hors de tout contexte initiatique.

##### Le bataillon sacré de Thèbes
Le bataillon sacré (en grec ancien ἱερὸς λόχος / hiéros lokhos) à Thèbes, un corps d'élite, peut-être mythique, donne l'exemple d'un corps de combattants composé uniquement de couples d'hommes soudés par l'amour et qui se couvre de gloire pendant plus de trente ans. Il aurait été un corps d'élite de 300 hommes créé, selon Plutarque, par le commandant thébain Gorgidas (en grec ancien : Γοργίδας) : « le Bataillon Sacré avait été, dit-on, créé par Gorgidas. Il l'avait composé de trois cents hommes d'élite dont la cité prenait en charge l'entraînement et l'entretien et qui campaient dans la Cadmée : c'est pourquoi on l'appelait le bataillon de la cité. »
Le Bataillon sacré est formé de 50 couples d'amants : Plutarque notait que « selon certains », il était composé de 150 couples d'hommes, ce qui représenterait l'origine de la formation du binôme en matière de tactique de combat.

##### Alexandre le Grand

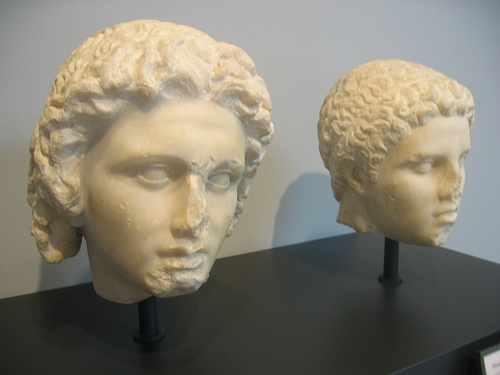
Bustes d'Alexandre (à gauche) et de son compagnon Héphaestion (à droite).

##### Les Stoïciens
Pour Zénon de Cition, le fondateur de l'école stoïcienne, il faudrait choisir ses partenaires sexuels non pas en fonction de leur sexe ou de leur genre, mais en fonction de leurs qualités personnelles.

##### La pédérastie
Chez les Grecs, la pédérastie est tantôt présentée comme une institution reconnue de formation des élites, tantôt comme un ensemble de pratiques sexuelles honteuses méritant la mort, tantôt comme une relation chaste et spirituelle, tantôt comme une pratique avant tout fondée sur le plaisir sexuel. Ce modèle sexuel et éducatif a vécu très longtemps : de l'époque minoenne (2700 avant notre ère) à la chute de l'empire romain d'Occident (Ve siècle).
Dans la pratique initiatique, l'un des éléments essentiels est l'arrachage du garçon à son entourage maternel. La pédérastie est ici un rejet délibéré du monde féminin et de ce qui peut pervertir le novice de la nature de l'adulte mâle qu'il sera. L'homosexualité en Grèce apparaît ainsi comme le prolongement de pratiques initiatiques plus anciennes. « La pédérastie [...] s’épanouit dans le culte des corps nus, de la jeunesse et de la beauté. Le « mos Graecorum » admet l’amour librement consenti entre hommes et éphèbes ».

#### Homosexualité féminine

##### Sappho

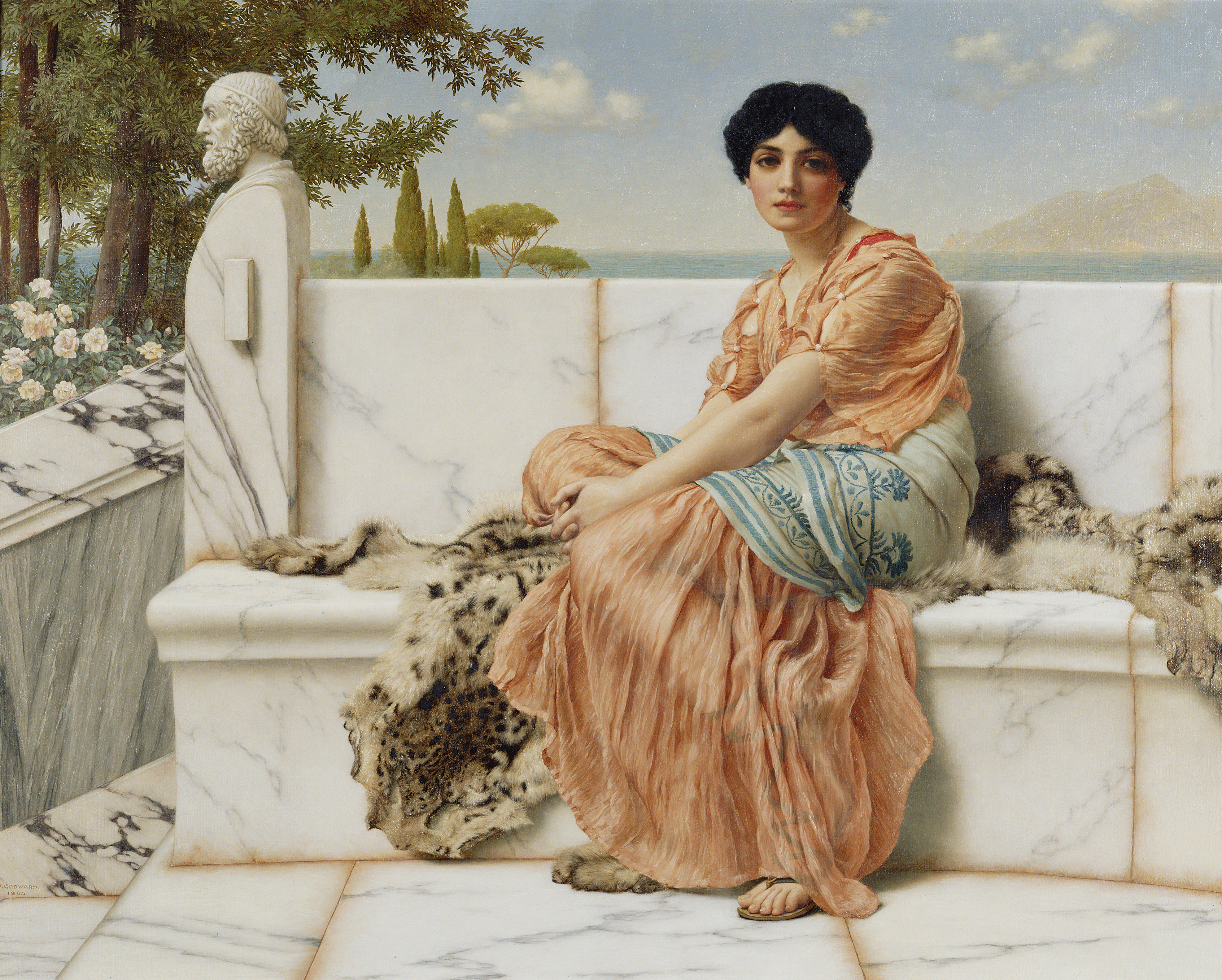
Sappho de Lesbos, d'après une peinture de 1904 par John William Godward.

Au VIIe siècle avant notre ère, sur l'île de Lesbos, Sappho chante les amours entre femmes[réf. nécessaire].

### Celtes (dont les Gaulois)
Des témoignages d'auteurs grecs comme Aristote ou Diodore de Sicile décrivent des amours masculines multiples[source insuffisante] et « […] ils s'étonnent, d'une façon inattendue, compte tenu de leurs propres traditions, de l'importance des amours masculines dans cette civilisation. Ils nous apprennent que, chez les peuples celtes, les hommes aiment s'ébattre à trois sur des peaux de bêtes,, et que leur goût pour ces pratiques les amène à négliger leurs femmes, pourtant très jolies ; ou encore qu'ils proposent volontiers leurs faveurs à d'autres hommes et s'estiment offensés par le refus, ce qui semblerait indiquer qu'il ignorent le discrédit attaché dans d'autres sociétés, par exemple chez les Scandinaves, à l'homosexualité passive ».
Les travaux de Bernard Sergent montrent que les Celtes partagent avec les Grecs la tradition de pédérastie initiatique jugée indispensable à la formation du jeune guerrier. Selon Aristote encore, les Celtes approuvent les jeux amoureux masculins : la civilisation celte ne connaît pas la répression sexuelle.

### Étrusques
Timée[Lequel ?] nous décrit les Étrusques comme un peuple voluptueux où n'existe pas de différence entre femmes et hommes[réf. nécessaire]. L'historien Théopompe ajoute qu'il est normal chez ces populations de mettre les femmes en commun et que l'union était permise entre personnes de même sexe. L'érudit Athénée de Naucratis nous décrit des jeunes gens s'offrant librement et à la vue de tous et sans réserve à d'autres hommes. Les fouilles archéologiques ont mis au jour de nombreuses fresques montrant des rapports amoureux entre deux hommes comme la Fresque de la Tombe du Plongeur et la Tombe des Taureaux qui montre un acte sexuel entre deux hommes.

### Rome antique
À Rome, les pratiques sexuelles doivent correspondre à certains usages sociaux. Ainsi, la pudeur doit être respectée - c'est-à-dire que la nudité est interdite, comme en Grèce - et les relations sexuelles d'un citoyen romain doivent s'accomplir selon le principe de dominant-dominé.
« Homosexualité » et « hétérosexualité » ne constitue pas une dichotomie primordiale dans la vision romaine de la sexualité et aucun mot latin pour ces concepts n'existe. Il était considéré comme naturel et banal pour les hommes adultes d'être attirés par des adolescents des deux sexes et la pédérastie était condamnée seulement si le partenaire jeune était un Romain libre, car cela remettait en cause sa dignité, et de par sa citoyenneté celle de Rome. Ces jeunes gens pouvaient aller jusqu'au suicide à la suite d'un viol par un homme d'âge mûr. Aucune censure morale n'était appliquée aux hommes adultes qui avaient des relations sexuelles avec des femmes ou bien des hommes de statut inférieur, tant que le comportement ne révélait pas des faiblesses ou des excès ou n’enfreignait pas les droits et prérogatives de leurs pairs masculins.
Ces relations homosexuelles, si elles restent modérées, avec des prostitués mâles ou des esclaves n'étaient pas vues comme impropres ou viciant la masculinité, si le citoyen mâle avait le rôle actif et non réceptif, ces derniers étant mal vus. L'utilisation de son corps pour donner du plaisir à d'autres est considéré comme servile. Le contrôle de son propre corps est un des aspects de la libertas des citoyens, la liberté politique. Un homme qui apprécie le rôle passif est sujet de moqueries pour cause de faiblesse et d'efféminement. Un citoyen romain ne peut aborder un comportement efféminé visible, ce qui était dénoncé, surtout en rhétorique politique : l'homosexualité ne pouvait justifier d'une quelconque perte de masculinité.
Ainsi, le citoyen romain peut avoir des relations « homosexuelles » avec des esclaves, qui ne sont pas des personnes mais des « res » (des « choses »), avec des affranchis (nécessité du consentement), ou encore, « avec un homme libre non-citoyen (ceux qui peut inclure les jeunes garçons futurs citoyens), un pérégrin ou un barbare ».
Des lois comme la peu documentée Lex Scantinia et différents fragments de la Lex Iulia sont pensées pour restreindre les relations homosexuelles entre hommes libres, relations vues comme menaçantes pour l'indépendance et le statut de l'homme en tant que citoyen.

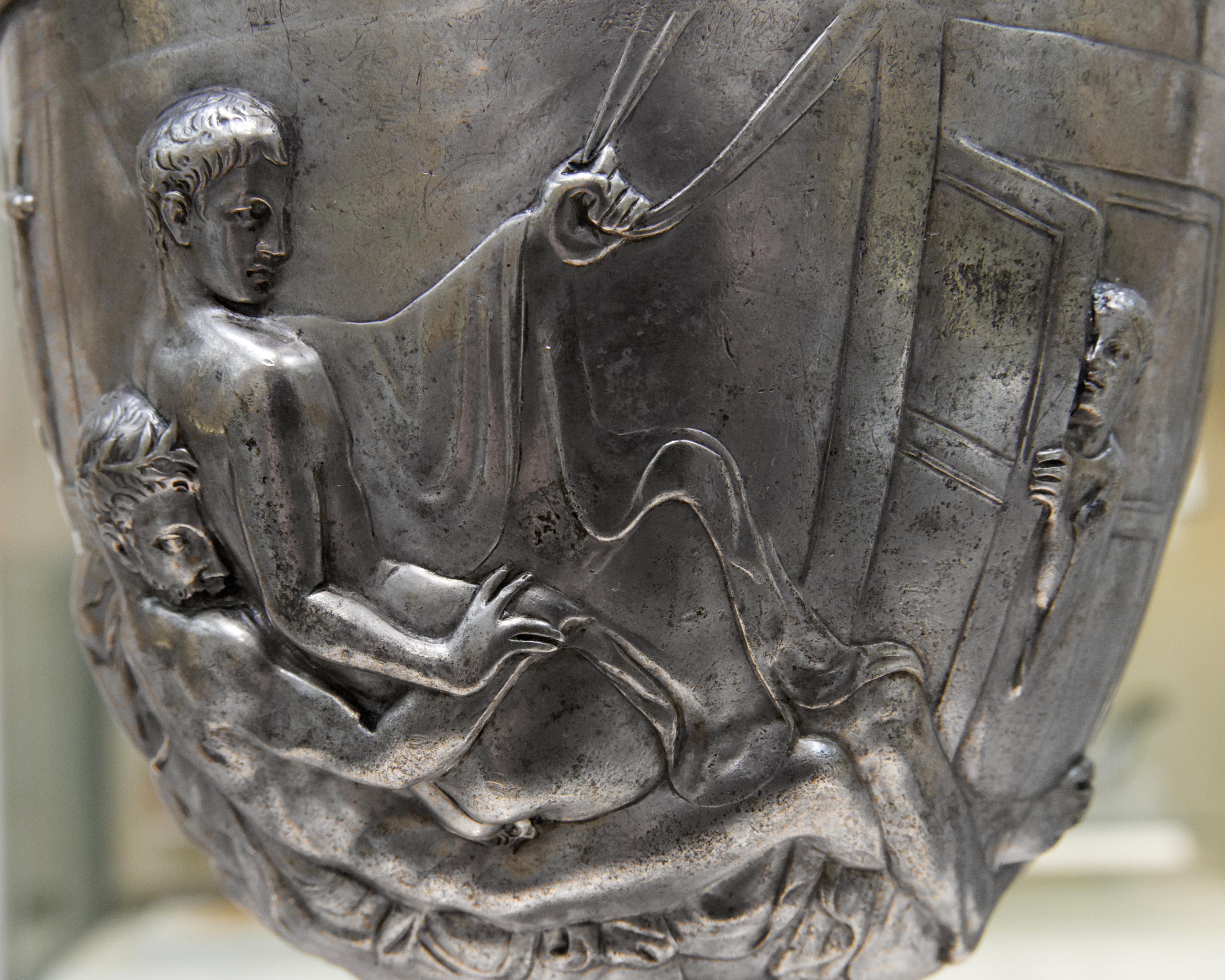
Coupe Warren.

Des relations homosexuelles sont évoquées dans plusieurs cas concrets :
- Jules César est surnommé « le mari de toutes les femmes et la femme de tous les maris »[58]. Cicéron rapporte aussi l'accueil du roi Nicomède IV de Bythinie qui tombe amoureux du jeune ambassadeur César : « il donna l’ordre à ses gardes de conduire César dans sa propre chambre et de le coucher sur son lit d’or revêtu de pourpre »[réf. nécessaire].
- Cicéron, homme d'État, a une épouse et un fils, mais aime bien mieux les charmes de Marcus Tullius Tiro son jeune secrétaire esclave affranchi favori[réf. nécessaire].
- Sénèque, philosophe, résume ainsi la vision romaine de la sexualité : « de plus, s'il est normal pour un jeune homme d'être passif dans la relation, la passivité sexuelle chez un homme libre est un crime, chez un esclave, une obligation, chez l’affranchi, un service »[59].
- Catulle, poète, écrit au sujet du beau Juventius dont il est épris : « Si sur tes yeux doux comme le miel, Juventius, on me laissait mettre sans relâche mes baisers, j'en mettrais jusqu'à trois cent mille sans me sentir jamais rassasié »[60].

Sous l'empire romain, les pratiques sexuelles deviennent plus libres.
- L'empereur Hadrien aime d'amour Antinoüs, un jeune Grec originaire de Bithynie et qui l'aime en retour. Après la noyade de son amant dans le Nil[61], Hadrien l'élèvera au rang des dieux en faisant ériger un temple et la ville d'Antinoopolis en sa mémoire. Pendant plus de 200 ans on célèbrera dans tout l'empire des fêtes en la mémoire d'Antinoüs.
- Plus tard, l'empereur Héliogabale qui préférait le rôle passif, « … exila le juriste qui proposait de punir les citoyens coupables du même comportement »[62].

L'ascension du monothéisme chrétien dans l'empire romain va bousculer les pratiques et les mentalités, et ce, de manière très progressive. L'une des premières mesures que l'on pourrait qualifier d'homophobe, est sans doute l'interdiction non pas de la prostitution en tant que telle, mais de la prostitution masculine sous le règne de Philippe l'Arabe. D'ailleurs, l'ambiguïté est telle que la taxe sur cette pratique n'est, elle, pas abolie avant le règne d'Anastase, trois siècles plus tard.
Après dix siècles de liberté sexuelle, les co-empereurs Constant 1er et Constance II criminalisent la passivité ; l'empereur romain chrétien Théodose Ier proclame le 6 août 390 un édit condamnant à mort par l'épée les passifs (un « homme s'accouplant comme une femme » selon le Code de Théodose). Ce passage vers une répression directe de certains rapports sexuels doit être replacé dans le contexte de l'apparition et de l'affirmation du christianisme. Progressivement la relative liberté en la matière disparaît. Les lois de l'empereur byzantin Justinien, après celles de Théodose sont les premières à prévoir le bûcher pour de tels actes.

## Pertinence de la catégorie «Homosexualité» appliquée à l’Antiquité
Régis Révenin présente les deux thèses en conflit :

« deux catégories : les constructionnistes ou nominalistes (très majoritaires) et les essentialistes ou réalistes, dont le plus fameux représentant fut John E. Boswell. (…) les essentialistes considèrent que les catégories « homosexualité », « hétérosexualité » servent à refléter une réalité atemporelle et universelle. Ces catégories existent dans la Nature et les êtres humains n’ont fait que reconnaître cet ordre réel et lui accorder un nom ; elles seraient ainsi le fruit de la découverte humaine et non de l’invention humaine. À l’inverse, la position constructionniste prétend que ces catégories n’ont pas toujours existé et qu’elles ont de toute façon évolué au fil des siècles. (…) L’homosexualité largo sensu a évidemment existé avant l’invention et la diffusion du mot « homosexualité » dans la seconde moitié du XIXe siècle, mais l’homosexualité stricto sensu, définie comme étant l’une des formes historiques qu’ont revêtues les relations sexuelles et/ou affectives entre hommes à la fin du XIXe siècle, mettant en exergue une « identité » sexuelle nouvelle et spécifique soumise au pouvoir discursif de la médecine, de la police, de la justice et de l’Église, est très vraisemblablement née au XIXe siècle. »